# Crambe erecta
Crambe erecta är en svampdjursart som beskrevs av Gustavo Pulitzer-Finali 1993. Crambe erecta ingår i släktet Crambe och familjen Crambeidae. Inga underarter finns listade i Catalogue of Life.